# Orchestoidea pugettensis
Orchestoidea pugettensis är en kräftdjursart. Orchestoidea pugettensis ingår i släktet Orchestoidea och familjen tångloppor. Inga underarter finns listade i Catalogue of Life.